# Arrondissement administratif de Mouscron
L'arrondissement administratif de Mouscron est un ancien arrondissement administratif de la province de Hainaut en Région wallonne (Belgique).
Cet arrondissement administratif faisait partie de l'arrondissement judiciaire du Hainaut.

## Histoire
L'arrondissement de Mouscron a été créé en 1963 après la fixation définitive de la frontière linguistique en Belgique. Les anciennes communes de Houthem, Comines, Bas-Warneton, Ploegsteert (ainsi que le hameau Clef d'Hollande de la commune de Neuve-Église) et Warneton furent transférées de l'arrondissement administratif d'Ypres ; les communes de Dottignies, Herseaux, Luingne et Mouscron (ainsi que le hameau de Risquons-Tout de la commune de Rekkem) furent transférées de l'arrondissement administratif de Courtrai.
L'arrondissement est fusionné le 1er janvier 2019 avec l'arrondissement administratif de Tournai pour former l'arrondissement administratif de Tournai-Mouscron par décret du 25 janvier 2018 modifiant des articles relatifs au code de la démocratie locale et de la décentralisation de la région wallonne,.

## Carte

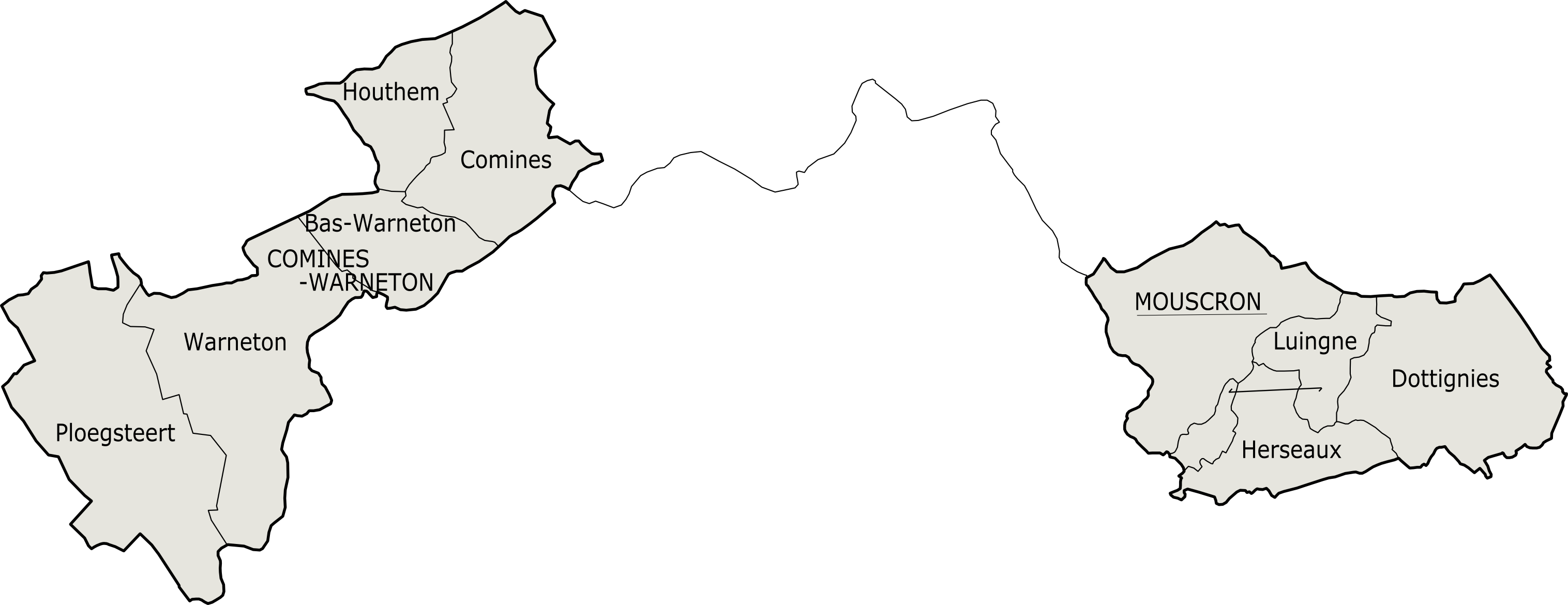
Carte des communes et de leurs sections dans l'arrondissement de Mouscron

## Communes et leurs sections

### Communes
- Comines-Warneton (Komen-Waasten)
- Mouscron (Moeskroen)

### Sections
- Bas-Warneton (Neerwaasten)
- Comines (Komen)
- Dottignies (Dottenijs)
- Herseaux (Herzeeuw)
- Houthem (Houtem)
- Luingne
- Mouscron (Moeskroen)
- Ploegsteert
- Warneton (Waasten)